# بطولة العالم للدراجات على المضمار 1932
بطولة العالم للدراجات على المضمار 1932 هي الدورة ال35 من بطولة العالم للدراجات على المضمار، أجريت في روما، إيطاليا.

## النتائج النهائية
| المسابقة                              | ذهبية                  | فضية                 | برونزية           |
| ------------------------------------- | ---------------------- | -------------------- | ----------------- |
| السرعة الفردية                        | Jef Scherens (BEL)     | لوسيان ميتشارد (FRA) | ماتياس إنجل (GER) |
| سباق مطاردة الدراجة النارية للمحترفين | Georges Paillard (FRA) | Walter Sawall (GER)  | إريك موللر (GER)  |